# لوئیس ماسئو
لوئیس ماسئو (اسپانیایی: Luis Mazzeo‎؛ ‏ ۱۹۶۲ - ۱ ژانویهٔ ۲۰۱۷) بازیگر اهل آرژانتین است.
از فیلم‌هایی که وی در آن‌ها نقش داشته‌است، می‌توان به قصه‌های وحشی اشاره نمود.